# Pornografia (film)
Pornografia è un film del 2003 diretto da Jan Jakub Kolski.